# Lint
Lint — первоначально — статический анализатор для языка программирования Си, который сообщал о подозрительных или непереносимых на другие платформы выражениях. В начале XXI века термин стал нарицательным для всех программ такого типа. Как инструмент программа лишь анализирует статический исходный код, не скомпилированный, в отличие от отладчиков.
В интерпретируемых языках, как правило, используется как простой отладчик или предупреждающее средство против гейзенбагов.